# Hekla
O Hekla (pronúncia em islandês: [ˈhɛʰkla] (escutarⓘ)), ou Hecla, é um dos vulcões mais ativos da Islândia, e o mais conhecido internacionalmente.                                            
Está situado a 150 km a leste de Reiquiavique, e o seu topo está a 1 500 m acima do nível do mar.

Desde que a Islândia foi colonizada no século IX, o Hekla teve cerca de vinte erupções, as últimas das quais em 1991 e 2000. 

Datas das erupções: 1159 a.C, 1104, 1158, 1206, 1222, 1300, 1341, 1389, 1440, 1510, 1554, 1597, 1636-37, 1693, 1725, 1766-68, 1845-46, 1878, 1913, 1947-48, 1970, 1980, 1981, 1991, 2000, 2010

## Galeria

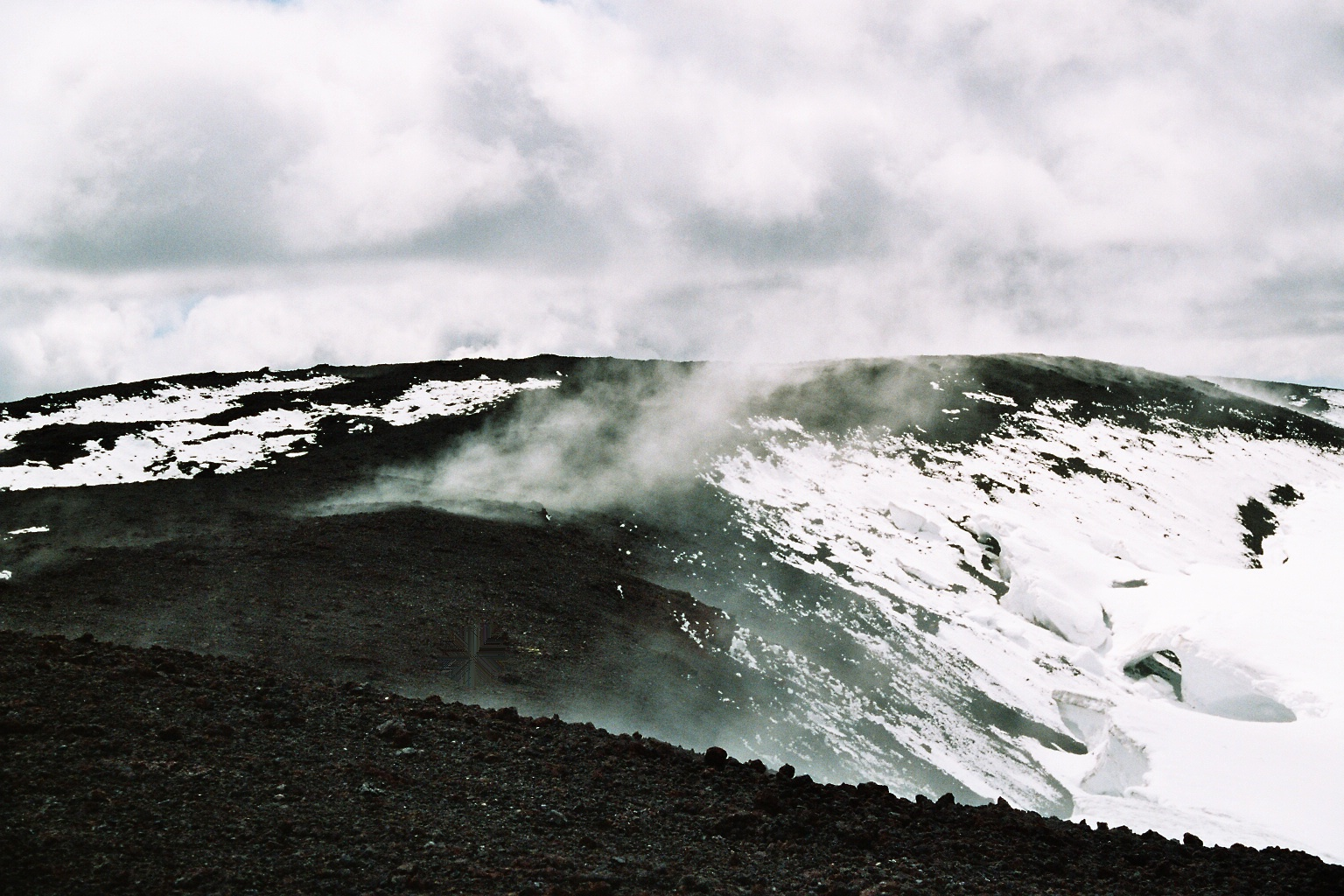
Cume fumegante do vulcão
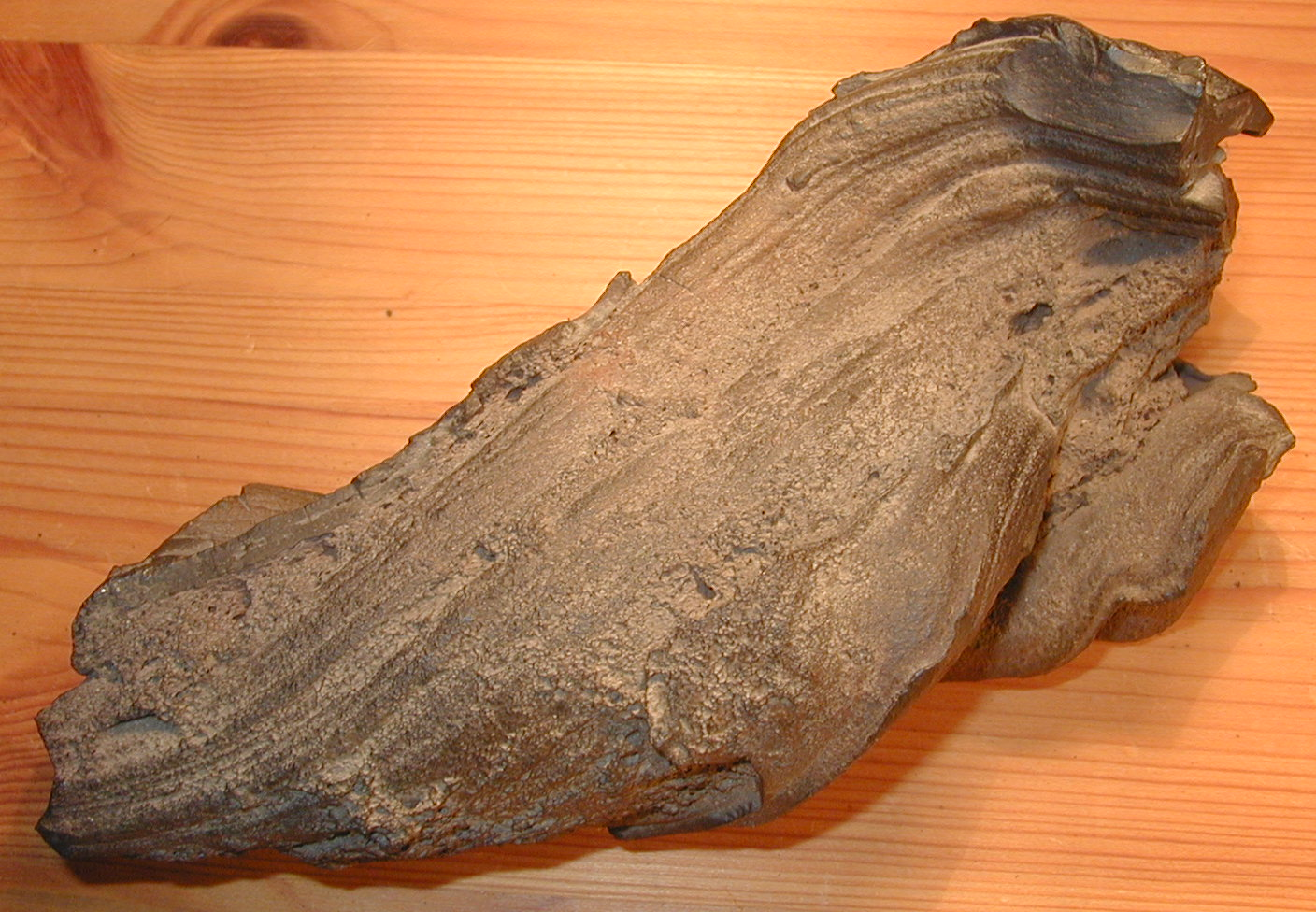
Bomba vulcânica expelida pelo vulcão
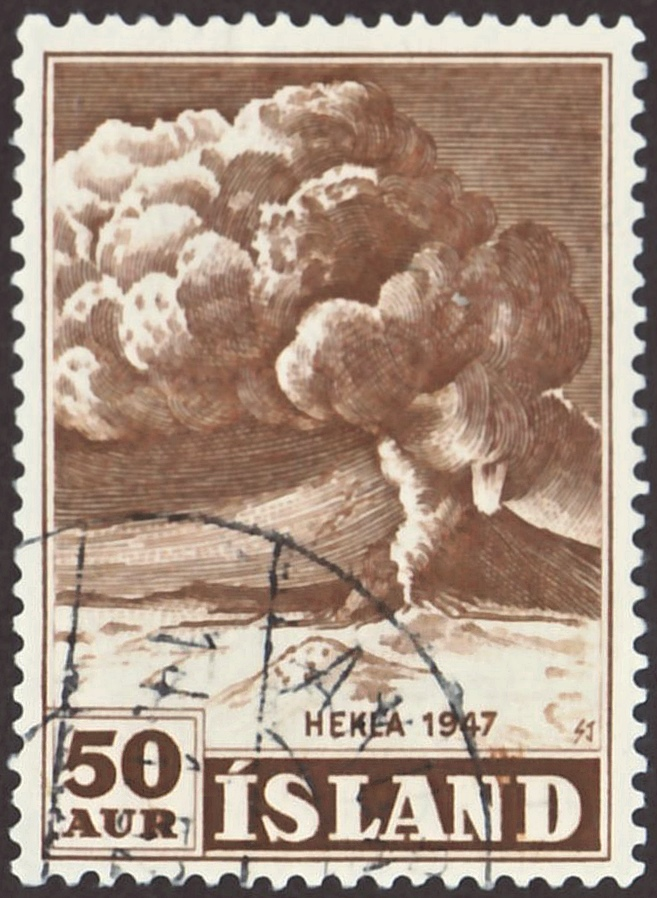
Selo islandês de 1948 ilustrando a erupção do Hekla no ano anterior
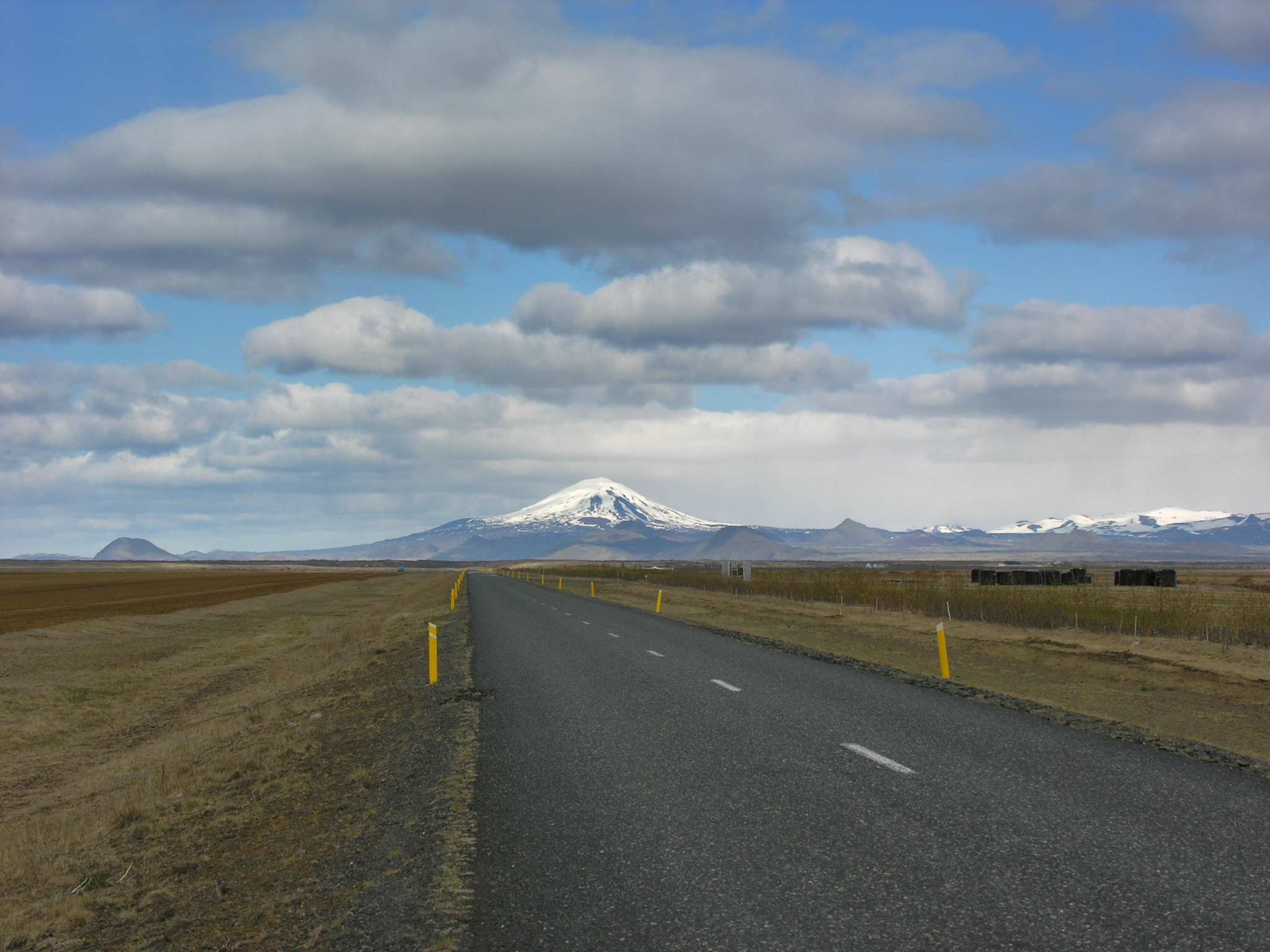
Hekla e Búrfell, vistos da estrada 268